# Ishania tormento
Ishania tormento là một loài nhện trong họ Zodariidae.
Loài này thuộc chi Ishania. Ishania tormento được Rudy Jocqué & Léon Baert miêu tả năm 2002.